# Агариста (дочь Гиппократа)
Агариста (др.-греч. Ἀγαρίστпη; VI—V века до н. э.) — древнегреческая аристократка, жена Ксантиппа и мать Перикла.

## Биография
Агариста принадлежала к аттической аристократии. Её отцом был Гиппократ из рода Алкмеонидов, брат реформатора Клисфена, а бабкой по отцу — ещё одна Агариста, дочь другого Клисфена — тирана Сикиона. Агариста Младшая стала женой Ксантиппа из рода Бузигов и родила ему трёх детей: Перикла, Арифрона и дочь, имя которой неизвестно. Остаётся неясным и то, кто из сыновей родился раньше.
Перикл стал впоследствии самым влиятельным политиком Афин. Возникла легенда, зафиксированная у Геродота и Плутарха, о том, что за несколько дней до рождения Перикла Агариста видела во сне льва; это было предсказание великой судьбы её сына.